# Antiseen
Antiseen ist eine Punk-Band aus dem US-amerikanischen Charlotte.

## Geschichte
Antiseen wurden 1983 von Sänger Jeff Clayton und Gitarrist Joe Young gegründet. Der Bandname klingt gesprochen wie „anti scene“ und sollte eine Anti-Haltung gegenüber der Punk-Szene zum Ausdruck bringen. Auch optisch distanzierte sich die Band nach einiger Zeit und orientierte sich mit langen Haaren, Bärten, Jeans, T-Shirts, Lederjacken und Turnschuhen eher am Metal und Alternative. 1988 stieß Bassist Thomas O’Keefe zur Band, der sich zuvor 1984 schon einmal erfolglos beworben hatte. Seit 1992 führte die Band mehrere Welttourneen durch, beschränkt ihre Auftritte außerhalb der USA seit Ende der 1990er-Jahre aber auf Festivals. 2006 veröffentlichte die Plattenfirma TKO Records ein Tributalbum namens Everybody Loves Antiseen, auf dem 58 Bands und Künstler (darunter Jeff Dahl, Zeke, Hank Williams III und Chaos UK) Antiseen-Lieder nachspielen oder interpretieren. Im gleichen Jahr war die Band mit einem Titel auf dem Soundtrack des Gonzo-Films Fuck the System des Regisseurs Rob Rotten vertreten. 2013 kehrte der ehemalige Schlagzeuger Barry Hannibal in die Band zurück. Im April 2014 verstarb das Gründungsmitglied Joe Young im Alter von 54 Jahren.

## Stil
Musikalisch orientieren sich Antiseen an US-Protopunkbands wie den Ramones oder den Stooges. Die Lieder sind kurz, schnell und einfach gestrickt, auf Gitarrensoli wird weitestgehend verzichtet. Durch Claytons raue Stimme treten Ähnlichkeiten zur Musik von Motörhead auf. Eine Besonderheit ist der gelegentliche Einsatz eines Waschbretts. Die Band selbst bezeichnet ihre Musik als „Destructo Rock“. Die Texte der Band sind satirisch und bisweilen aggressiv. Inhaltlich werden oftmals militärische Szenarien, Lokalpatriotismus und Wrestling behandelt sowie zahlreiche Verstöße gegen die „political correctness“ begangen. Kritiker kennzeichnen die Band mithin als zumindest teilweise rassistisch, homophob und misogyn. Die Band selbst verweist auf ihre satirische Ausrichtung und bezeichnet sich als unpolitisch. Zu Beginn ihrer Karriere untermalte die Band ihre Konzerte durch ungewöhnliche optische Effekte, so wurden regelmäßig Schaufensterpuppen, Kunstblut und Pyrotechnik eingesetzt. Auf Grund logistischer und rechtlicher Probleme ist die Band von dieser Praxis abgekehrt. Mittlerweile wird die Bühnenshow durch kleinere Pyro-Einlagen, Instrumentenzerstörungen sowie Selbstverletzungen des Sängers mittels Glasscherben und Mikrofonständern ergänzt.

## Diskografie

### Studioalben
- 1988: Honour Among Thieves (Bonafide/Chopper)
- 1989: Raw Shit (Repo)
- 1989: Noise for the Sake of Noise (Dog Meat)
- 1990: Destructo Blitzkrieg (Ajax)
- 1991: Murder Junkies (als GG Allin & Antiseen, New Rose)
- 1991: Southern Hostility (Rave/Man’s Ruin)
- 1993: Eat More Possum (Zuma)
- 1995: Hell (Baloney Shrapnel/Tear It Up)
- 1996: Here to Ruin your Groove (Ruff Nite)
- 1999: Rock N’ Roll Terrorist (Munster/Last Call)
- 2001: The Boys from Brutalsville (TKO Records)
- 2004: Badwill Ambassadors (TKO Records)
- 2016: The Southern Hostility Demos (TKO Records)
- 2017: Obstinate (TKO Records)
- 2018: Dying Breed (EP, Mystery School Records)

### EPs
- 1985: Drastic (Death Train Music)
- 2013: The Tribute with Two Heads (Split-EP mit The Meatmen, TKO Records)

### Live-Alben
- 1996: One Live Son of a Bitch (Death Train)
- 2002: Screamin' Bloody Live (TKO Records)
- 2017: Payin' Tolls (TPOS)
- 2017: Live At Rebel Sound (Mystery School Records)
- 2019: Live In Japan (TKO Records)
- 2020: Live From Quarantine (TKO Records)

### Kompilationen
- 1991: The Destructo Years (Repo)
- 1999: 15 Minutes of Fame, 15 Years of Infamy (Death Train)

## Nebenprojekte
- Judas Bullethead, Alternative-Projekt von Jeff Clayton und Thomas O’Keefe, drei EPs zwischen 1987 und 1991, Reunion 2013.
- Joe Young, Solo-EP Bury the Needle 1988
- Jeff Clayton & The Slimegoats, EP 1988
- Jeff Clayton & The Mongrels, EP 2009
- Alcoholics Unanimous mit Jeff Clayton als Sänger, Dixie Fried- 7" 1991
- Rupture mit Jeff Clayton als Sänger, Split-CD mit The Nerds Rock Inferno 2007

## Privates
- Jeff Clayton ist verheiratet mit Dee Clayton; das Paar hat eine Tochter namens Kerrie.
- Thomas O’Keefe ist der Tourmanager der Alternative-Band Train.
- Joe Young war in der Libertarian Party aktiv und kandidierte im Jahr 2000 für den Bundeskongress.[4]